# Pran (Schauspieler)

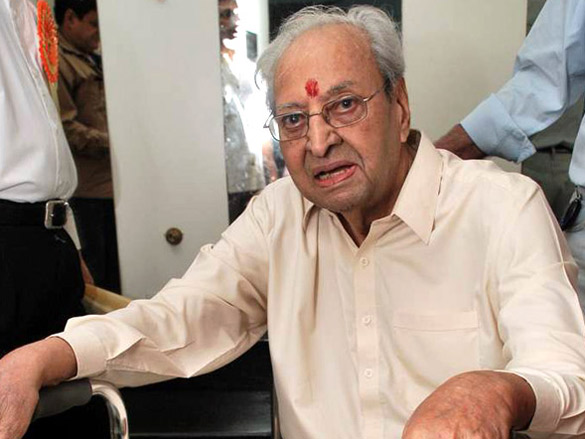
Pran (2010)

Pran (Hindi प्राण Prāṇ; * 12. Februar 1920 in Delhi; † 12. Juli 2013 in Mumbai) war ein indischer Schauspieler des Hindi-Films.

## Leben
Pran wurde 1920 als Pran Krishan Sikand in Delhi geboren. Sein Vater war Kewal Krishan Sikand, er war Ingenieur für eine Baufirma der Regierung. Seine Mutter war Rameshwari. Die Familie hatte vier Söhne und drei Töchter. Pran spielte in über 350 Filmen mit. Er wurde 2010 von CNN auf die Liste der Top 25 asiatischen Schauspieler aller Zeiten gesetzt. Pran heiratete am 18. April 1945 Shukla Ahluwalia. Sie wurden Eltern zweier Söhne und einer Tochter.

## Filmografie (Auswahl)
- 1953: Aah
- 1954: Biraj Bahu
- 1955: Devdas
- 1956: Chori Chori
- 1956: Unter dem Mantel der Nacht
- 1960: Jis Desh Mein Ganga Behti Hai
- 1962: Half Ticket
- 1962: Dil Tera Deewana
- 1963: Bluff Master
- 1964: Kashmir Ki Kali
- 1965: Gumnaam
- 1965: Khandaan
- 1967: An Evening in Paris
- 1967: Milan
- 1968: Brahmachari
- 1970: Johny Mera Naam
- 1971: Guddi
- 1973: Zanjeer
- 1973: Bobby
- 1974: Majboor
- 1977: Amar Akbar Anthony
- 1978: Don
- 1980: Karz
- 1981: Kaalia
- 1991: Sanam Bewafa

## Auszeichnungen
- 1968: Filmfare Award/Bester Nebendarsteller für Upkaar
- 1970: Filmfare Award/Bester Nebendarsteller für Aansoo Ban Gaye Phool
- 1973: Filmfare Award/Bester Nebendarsteller für Be-Imaan
- 1997: Filmfare Award/Besondere Leistung für Saajan Chale Sasural
- 1997: Star Screen Award/Lebenswerk
- 2012: Dadasaheb Phalke Award